# Грами (род)
Грамите (Gramma) са род актиноптери от семейство Граматови (Grammatidae).
Таксонът е описан за пръв път от Фелипе Поей през 1868 година.

## Видове
- Gramma brasiliensis
- Gramma dejongi
- Gramma linki
- Gramma loreto – Кралска грама
- Gramma melacara